# Quevaucamps
Quevaucamps est une section de la commune belge de Belœil située en Wallonie picarde dans la province de Hainaut.
C'était une commune à part entière avant la fusion des communes de 1977.

## Géographie

### Situation
La majorité du territoire de Quevaucamps est occupée par des champs et des pâturages, ce qui en fait un village agricole d'importance significative.
Il présente une altitude moyenne de 55 m, variant de 36 m aux alentours de la A16 à 67 m dans le bois de Beloeil.
Le village est desservi au sud par la route nationale N50, car étant situé à 23 km de Tournai et à 21 km de Mons.

## Évolution démographique
- Sources : INS, Rem. : 1831 jusqu'en 1970 = recensements, 1976 = nombre d'habitants au 31 décembre.

## Héraldique
|  | Blasonnement : D'or au lion de sable. - Arrêté royal : 12 juin 1911 |

## Patrimoine et culture

### Culture

#### Cinéma
- Quevaucamps, la fanfare a cent ans (1986) co-réalisé par André Delvaux, Michele Excoffier et Susana Rossberg.

## Galerie

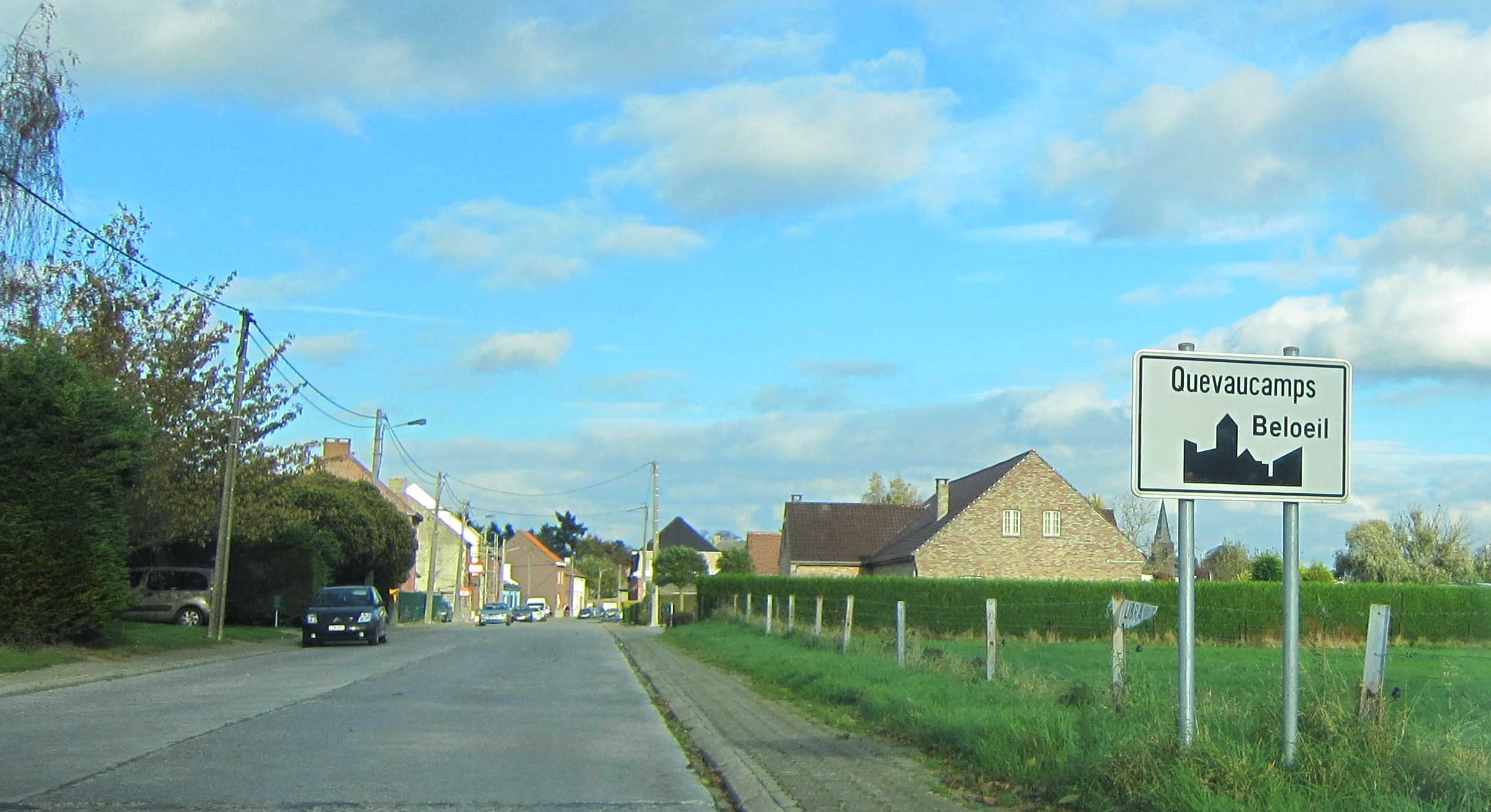
L'entrée.
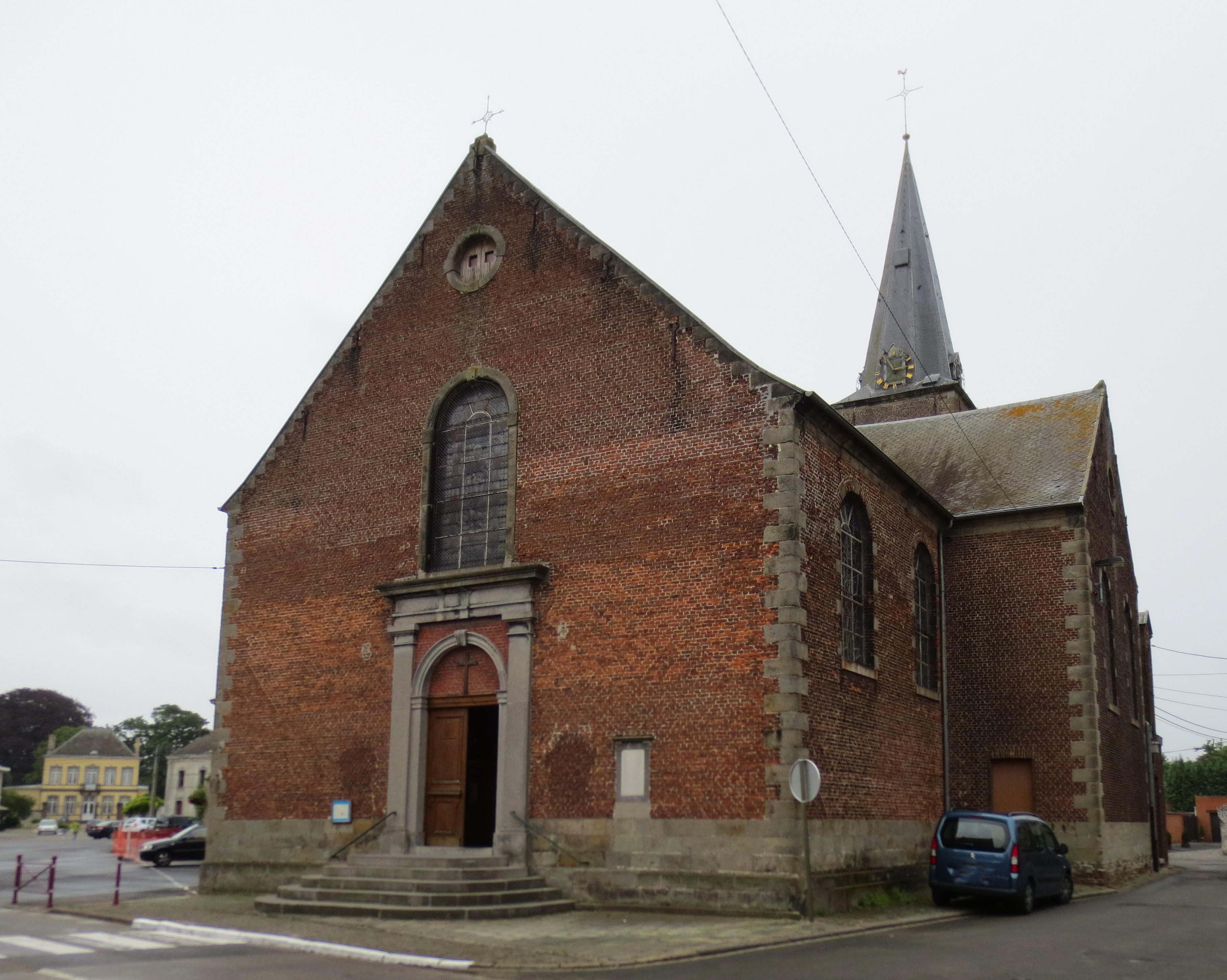
L'église.
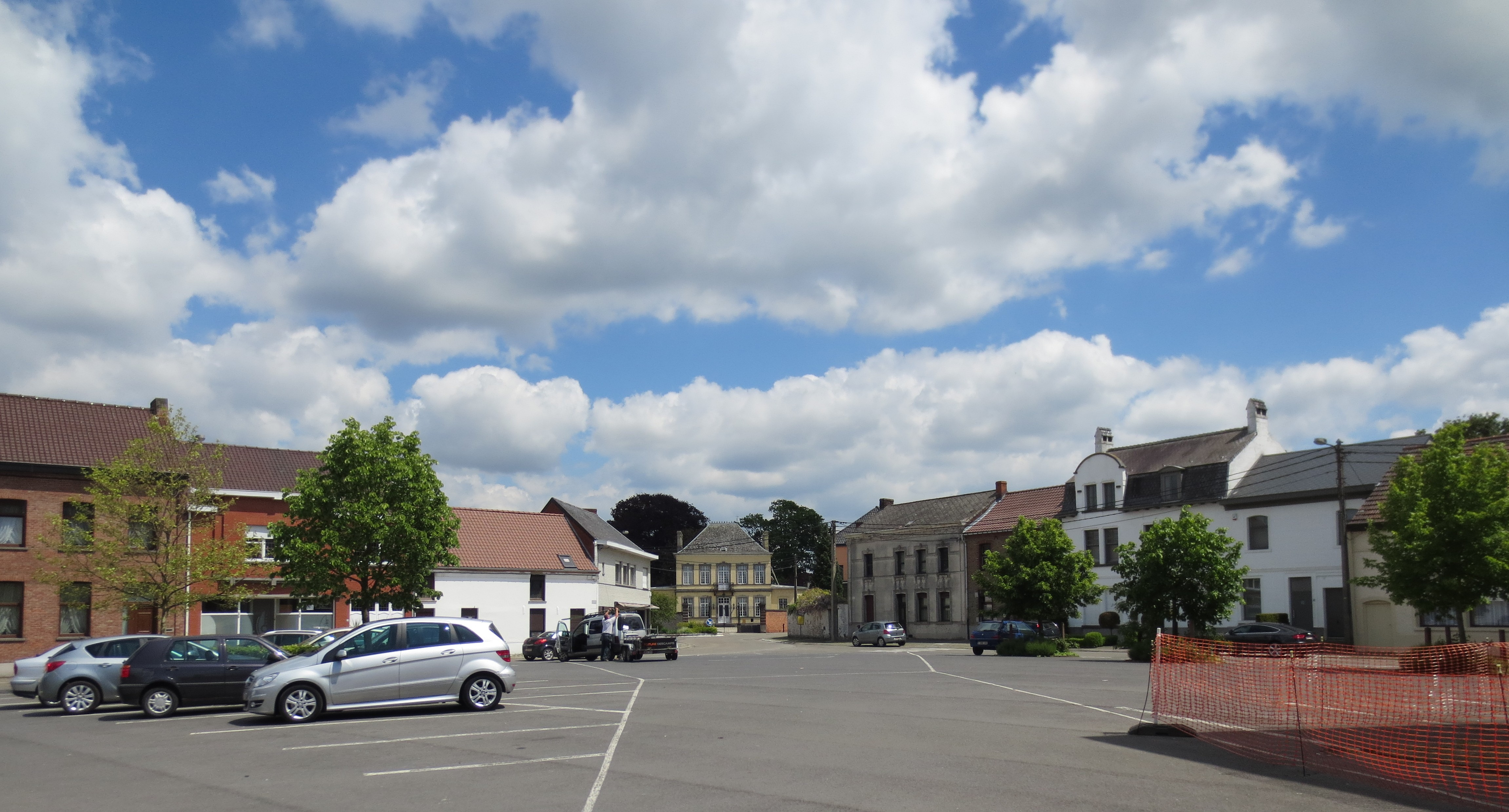
La place.
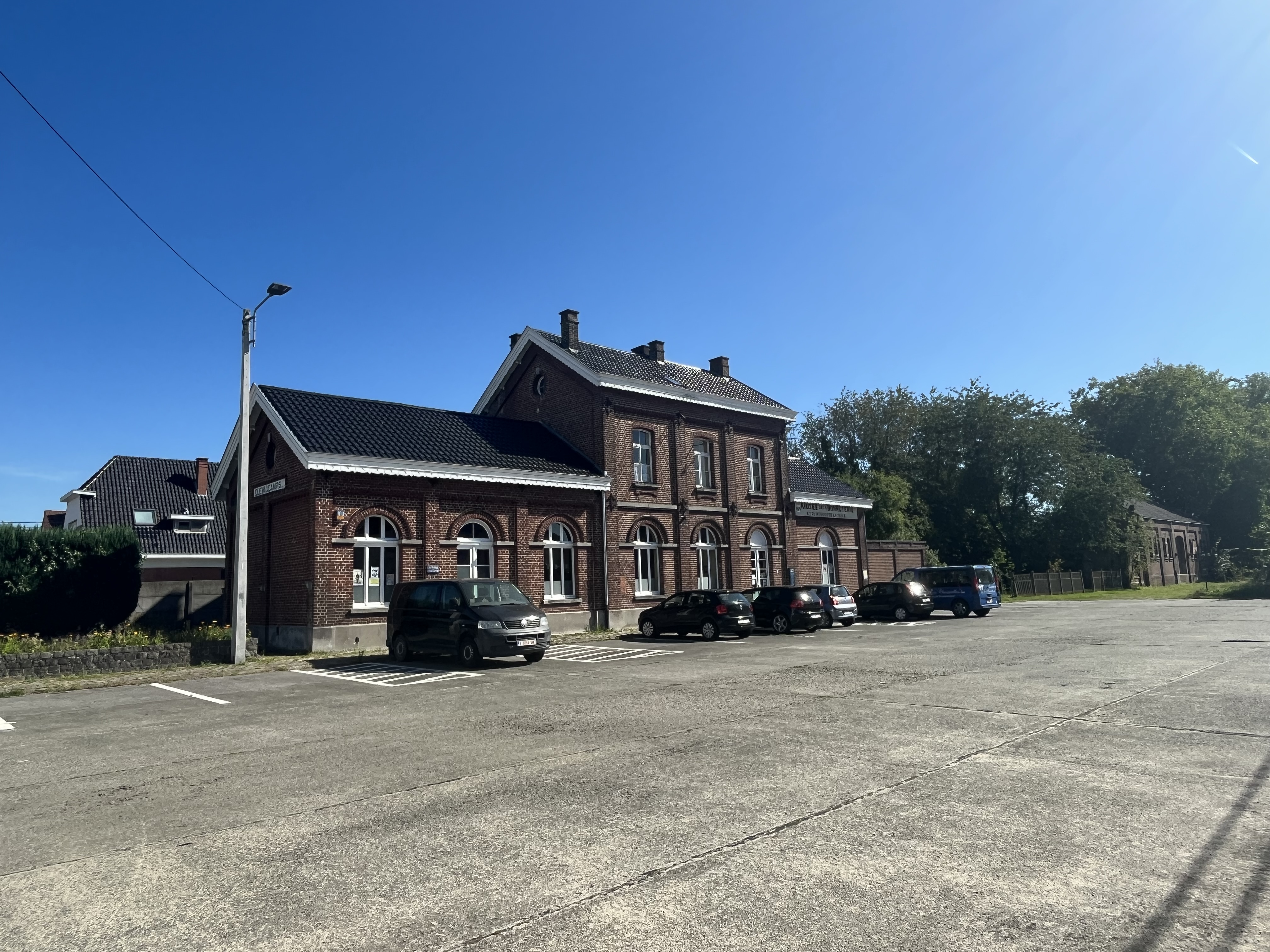
L'ancienne gare de Quevaucamps.